# سارا بلک‌مور
سارا جین بلیکمور (انگلیسی: Sarah-Jayne Blakemore; ۱۱ اوت ۱۹۷۴) استاد روان‌شناسی و علوم اعصاب شناختی در دانشگاه کمبریج و یکی از مدیران برنامه PhD علوم اعصاب از ولکام تراست در دانشگاه کالج لندن است.

## پژوهش‌ها
بکمور در کمبریج به دنیا آمد و در دبیرستان آکسفورد، انگلستان و دانشگاه آکسفورد تحصیل کرد و در آنجا دانشجوی کارشناسی در کالج سنت جان، آکسفورد بود. او در سال ۱۹۹۶ با مدرک لیسانس در رشته روان‌شناسی تجربی فارغ‌التحصیل شد. او تحصیلات تکمیلی را در دانشگاه کالج لندن به پایان رساند، جایی که در سال ۲۰۰۰ برای تحقیقات با سرپرستی مشترک دانیل ولپرت و کریس فریت مدرک دکترا دریافت کرد.

## پژوهش‌ها و حرفه
پس از دکترا، او از سال ۲۰۰۱ تا ۲۰۰۳ به عنوان پژوهشگر بین‌المللی پسا دکتری منصوب شد تا در لیون، فرانسه، با ژان دسیتی در مورد درک علیت در مغز انسان کار کند. پس از آن، بورسیه انجمن سلطنتی دوروتی هاجکین (۲۰۰۴–۲۰۰۷) و سپس بورسیه تحقیقاتی دانشگاه جامعه سلطنتی (۲۰۰۷–۲۰۱۳) در UCL را دنبال کرد. او به‌طور فعال در افزایش آگاهی عمومی از علم مشارکت دارد، بلکمور مکرراً در مدارس سخنرانی می‌کند و به عنوان مشاور علمی در سریال بی‌بی‌سی «مغز آدمی» در سال ۲۰۰۳ فعالیت کرد. بلیکمور به پیوندهای بین علوم اعصاب و آموزش علاقه دارد و با همکاری یوتا فریت کتابی در مورد مغز یادگیری: درس‌هایی برای آموزش نوشت. او یکی از مدیران برنامه چهار ساله دکتری ولکام تراست در علوم اعصاب در UCL است و به عنوان سردبیر مجله علوم اعصاب شناختی رشدی فعالیت می‌کند.
تحقیقات بلیکمور توسعه شناخت اجتماعی و تصمیم‌گیری در دوران نوجوانی انسان را پوشش می‌دهد. او در کمیته کاری برین ویو انجمن سلطنتی برای علوم اعصاب و کمیته بینایی برای آموزش ریاضیات و آموزش علوم خدمت می‌کند.

### جوایز و افتخارات
بلیکمور جوایزی از جمله جایزه دکتری انجمن روان‌شناسی بریتانیا در سال ۲۰۰۱، مدال اسپیرمن انجمن روان‌شناسی بریتانیا برای تحقیقات اولیه شغلی برجسته در سال ۲۰۰۶، جایزه سخنران در سال ۲۰۱۱ توسط انجمن عصب‌روان‌شناسی سوئد و جایزه ذهن و مغز جوان در دانشگاه تورین در سال ۲۰۱۳ را نیز دریافت کرده است.
بلیکمور در سال ۲۰۱۳ جایزه روزالیند فرانکلین انجمن سلطنتی و در سال ۲۰۱۵ جایزه پژوهشی کلاوس جی جاکوبز را دریافت کرد. بلیکمور از سال ۲۰۰۷ تا ۲۰۱۳ یک فلوشیپ معتبر پژوهشی دانشگاه جامعه سلطنتی داشت. در مارس ۲۰۱۵، بلیکمور با جیم الخلیلی در برنامه زندگی علمی در رادیو بی‌بی‌سی مصاحبه کرد. او در سال ۲۰۱۷ موفق به دریافت مدرک سخنرانی روزالیند فرانکلین از انجمن انسان‌گرای بریتانیایی شد.
در ژوئیه ۲۰۱۸ بلیکمور به عنوان عضو آکادمی بریتانیا (FBA) انتخاب شد. انجمن روان‌شناسی بریتانیا در اوت ۲۰۱۸ به بلیکمور جایزه ریاست را برای مشارکت برجسته در دانش روان‌شناسی اعطا کرد که این جایزه عضویت مادام العمر در انجمن را به فردی می‌دهد. بلیکمور برنده جایزه انجمن سلطنتی ۲۰۱۸ برای کتاب‌های علمی برای کتاب خود: را اختراع می‌کنیم: زندگی مخفی مغز نوجوانان و همچنین در سال ۲۰۱۱ برنده جایزه سافریج ساینس شد. او در سال ۲۰۲۲ به عنوان عضو آکادمی علوم پزشکی (FMedSci) و در سال ۲۰۲۴ به عنوان عضو انجمن سلطنتی (FRS) انتخاب شد.

## زندگی شخصی
بلیکمور دختر کالین بلیکمور و آندره بلیکمور (با نام خانوادگی واشبورن) است. او دو پسر دارد.
در سال ۲۰۲۴، او در تایمز در مورد کمک به مرگ و تجربه پدرش با بیماری لاعلاج خود نوشت.